# Nova Prata do Iguaçu
Nova Prata do Iguaçu es un municipio brasileño del estado de Paraná, fundado en 1979. Se localiza a una altitud de 438 m. Su población actual sobrepasa los 10 mil habitantes.
El municipio como muchos otros municipios de la región sudoete de Paraná recibió un gran número de inmigrantes gaúchos y catarinenses, en su mayoría descendientes de italianos, alemanes y polacos. Cuando llegaron aquí, el municipio estaba cubierto por una vegetación densa; los primeros habitantes crearon madereras e implementaron rápidamente la agricultura.